# Albertaphis longirostris
Albertaphis longirostris är en insektsart som beskrevs av Heie 1992. Albertaphis longirostris ingår i släktet Albertaphis och familjen dvärgbladlöss. Inga underarter finns listade i Catalogue of Life.